# 新加坡式華語
新加坡式華語（Singdarin）， 亦稱新加坡本土華語或口語式新加坡華語，是個以新加坡華語爲基礎的口语化混合語，主要是由標準漢語及英語混合而成，不過也加入馬來語及漢語方言的一些單字。在台灣，這種混合語也被稱爲星式中文（Singnese）。
新加坡式華語是許多新加坡年輕人的母語，由於許多年輕人的家人在家中也混用多種語言（如英語、官话、閩南語、客家話等），使這種情形格外明顯，而且年輕人平常聊天時也常使用新加坡式華語。总的而言，受过良好教育的新加坡華人能够在標準汉语和新加坡式华语之间自由转换。
新加坡式华语的语法基本上与現代標準汉语一致，但在某些情况下它也可能使用英语的語法。新加坡式华语的词汇包含很多英语、閩南語、客家话和马来语等等的词汇。经常出现这样的情况——当新加坡华人不知道他们想表达的東西的中文說法时，便会使用相應的英语单词來表达。
由於新加坡式华语中存在着大量的英语或者非標準汉语用词，因此來自中国大陆或者台湾的華人很难理解這種华语。新加坡政府目前不提倡使用新加坡式华语並支持标准新加坡華語，因为政府相信这样能够讓新加坡人跟中國人更有效地沟通。

## 形成
就如同新加坡式英語一樣，新加坡式華語的形成是由於許多新加坡華人的家裡會講超過一種語言，多種語言摻在一起講的機會比較大。比如說，父親講英語，而母親講華語，這就導致小孩把兩種語言混在一起說了。
新加坡人大多居住在政府組屋，而組屋又是各種種族、語言雜糅匯集在一起的場所。多語的情況導致許多英語名詞滲透到華語裡，形成了新加坡式華語。這種大雜燴式的華語一般稱為“Rojak”華語。

## 新加坡式華語對話的例子
以下是新加坡式華語對話的例子：
| 新加坡式華語對話                                   | 現代標準漢語                       |
| -------------------------------------------------- | ---------------------------------- |
| 你的 office 在哪裡？                               | 你的辦公室在哪裡？                 |
| Raffles Place，很靠近 MRT                          | 萊佛士坊，很靠近地鐵站             |
| 你在那裡 work 多久了                               | 你在那里工作多久了？               |
| 不太久，six months，我想 find another job          | 沒多久，六個月，我想找一份新的工作 |
| Maybe 明年 when 我 complete 我的 accounting course | 可能明年，修完會計課程之後         |
| But 我要去吃飯                                     | 不過我要去吃飯                     |

## 新加坡式華語常用的英語借詞
以下列下新加坡式華語常用的英語借詞：
| 新加坡式華語常用的英語借詞 | 現代標準漢語           | 例句                                                          |
| -------------------------- | ---------------------- | ------------------------------------------------------------- |
| But                        | 不過／但是             | But 他很聰明的！ （但是他很聰明的！）                         |
| Then                       | 然後                   | Then，他就來了！ （然後他就來了！）                           |
| Actually                   | 其實                   | Actually，我本來要去的！ （其實我本來要去的！）               |
| Share                      | 共用／分／分享         | 呃！蛋糕可以跟我share嗎？ （呃！蛋糕可以分來吃嗎？）          |
| Blur                       | 搞不清楚狀況／模糊不清 | 你知道嗎？他弄到我很blur！ （你知道嗎？他弄到我很模糊不清！） |
| Anyway／Anyhow             | 無論如何／不管怎樣     | Anyway，都會去！ （不管怎樣都會去！）                         |
| That's why                 | 所以                   | That's why 我很討厭他！ （所以我很討厭他！）                  |

## 新加坡式華語其他語言的常用借詞
就如同新加坡式英語一樣，新加坡式華語也慣用一些新加坡式英語常用的詞彙。
| 常用借詞            | 現代標準漢語       | 註釋 | 例句                                                                       |
| ------------------- | ------------------ | --- | -------------------------------------------------------------------------- |
| buay tahan          | 受不了             | 由閩南語詞“袂”（buē，不能） 和馬來語“tahan”（忍受）組成，又被音譯成「打限」                             | 哇！袂 tahan 咧！ （Wa, buē tahan leh） ［哇受不了］                       |
| sibeh               | 非常／真他妈／夭壽 | “非常”，源自于闽南话的死爸，似閩臺閩南語的夭壽                                                          | Sibeh Sien！［非常無聊］                                                   |
| walau eh (walao eh) | 我的天啊！         | 源于新加坡閩南語“我卵兮”（guá-lān--ê，我的陰莖）。“wa lau(lao) eh”(guá-láu--ê)是個較爲文雅修飾過的詞語. | Walao eh，你怎麼可以這樣？ ［我的天啊！你怎麼可以這樣？］                  |
| kuai lan            | 令人討厭的傢伙     | 源于新加坡閩南語粗話“怪卵”（kuài-lān，奇怪的陰莖）。                                                    | 他 sibeh kuai lan 的！ ［他是個非常令人討厭的傢伙！］                      |
| sua ku              | 井底之蛙           | 源于新加坡閩南語 “山龟”（suann-ku）                                                                     | 这个人很 sua ku！                                                          |
| salah               | 錯／壞掉了         | 源于馬來語                                                                                              | 電腦 salah 了！                                                            |
| ulu                 | 偏僻               | 源于馬來語                                                                                              | 這個地方這麼 ulu ，連個人影都沒有！ ［這個地方這麼偏僻，連個人影都沒有！］ |
| terok               | 麻煩／困難         | 源于馬來語                                                                                              | 那位顧客 sibeh terok！ ［那位顧客很麻煩！］                                |

## 英語專業術語的使用
由於英語是新加坡的主要的教育及工作語言，新加坡人對於英語的專業術語會較爲熟悉，而對華語的專業術語則較爲陌生。這就導致了許多新加坡人在工作的時候會將許多英語的專業術語摻進華語一起使用。這種新加坡式華語在某種程度上會造成新加坡人與中國大陸人或台灣人在工作方面出現一些溝通的障礙。
以下列出新加坡與中國在工作時使用的不同形式的華語。
| 在工作時所使用的新加坡式華語                                                 | 中國的現代標準漢語                                 |
| ---------------------------------------------------------------------------- | -------------------------------------------------- |
| 你的 cable tray 要從 ceiling 上走。                                          | 你的電線橋架要在吊頂天花板上鋪設。                 |
| Server room 裡面的 fire sprinkler 拆了，你們的 fire department 會 allow 嗎？ | 機房裡面的消防灑水頭拆了，你們的消防部門會批准嗎？ |

## 與新加坡式華語相關的詞語
有許多跟新加坡式華語相關的詞語經常出現在新加坡華語當中，例如“支離破碎的華語”（Broken Chinese）、“半桶水”（Half-bucket）或“六點半華語”（Half-past six Chinese）。這些詞彙都是描寫一些新加坡人的華語水平較爲低。這些名詞代表著說以百分之百來衡量標準漢語，有些新加坡人只能领会五六成的華語。  
其中的原因是新加坡式華語的廣泛使用——講新加坡式華語是新加坡人從小就養成的習慣。華語程度的低落也可以追究到平日較少使用標準漢語，及較少練習聽說讀寫。有時講新加坡式華語的人士，可能無法有效地和純華語人士溝通，尤其是高階程度的會話。

## 外部連結
- 新加坡式華語的例子 （页面存档备份，存于）
- 新加坡式华语
- 《联合早报网》: 新加坡式华语